# Мандельштам, Михаил Львович
Михаи́л Льво́вич Мандельшта́м (до крещения Моисе́й Ле́йбович Мандельштам; 1 [13] апреля 1866, Сураж, Черниговская губерния, Российская империя — 5 февраля 1939, Москва, СССР) — российский адвокат, писатель, публицист, участник революционного движения. Получил широкую известность как защитник на ряде политических процессов.

## Биография
Родился 1 апреля (по старому стилю) 1866 года в Сураже Черниговской губернии, в семье городового врача Лейба Беровича (Льва Борисовича) Мандельштама (1838—1901), впоследствии приват-доцента детских болезней Императорского Казанского университета и казанского губернского врачебного инспектора. В 1867—1872 годах рос в Кролевце той же губернии, где отец служил городовым врачом, с 1873 года — в Казани, где окончил 3-ю городскую гимназию. В 1883 году поступил на юридический факультет Императорского Казанского университета, учился вместе с будущим мужем своей сестры Г. Ф. Шершеневичем. В 1885 году перевёлся на юридический факультет Императорского Санкт-Петербургского университета, в котором познакомился с А. И. Ульяновым и начал посещать народовольческие кружки; входил в состав студенческого Федеративного совета землячеств. За участие в «добролюбовской» демонстрации был исключён из университета и в 1886 году выслан в Казань.
В 1887 году сдал экстерном экзамены в Казанском университете и получил диплом со званием кандидата прав, но после студенческой сходки того же года был выслан на два года в Симбирск с запрещением проживать в университетских городах. Начиная с зимы 1888—1889 годов, начал нелегально приезжать в Казань и руководить деятельностью кружков, преподавал в них политэкономию и знакомил слушателей, среди которых были Владимир Ульянов и Александр Стопани, с работами Карла Маркса. В 1887 году в Симбирске стал помощником присяжного поверенного, где практиковал до 1890 года (этом же году вместе с родителями и братом принял православие). Затем вернулся в Казань, где продолжил служил присяжным поверенным до 1903 года, состоял гласным городской думы, членом юридической комиссии при городской управе и членом-секретарём Попечительного совета Дома трудолюбия. Затем переехал в Москву, служил присяжным поверенным Московского окружного суда. В 1891 году стал магистрантом политической экономии университета.
Депутат городской Думы, член юридической комиссии при городской управе, член попечительского совета Дома трудолюбия, руководитель Общества изящных искусств.
В 1902 году стал присяжным поверенным, с 1903 практиковал в Москве. В октябре 1905 года стал членом ЦК конституционно-демократической партии, принадлежал к её левому крылу. В 1906 году вышел из ЦК из-за разногласий с большинством.
Известен защитой обвиняемых по политическим делам. Выступал адвокатом Н. Э. Баумана, Г. А. Гершуни. 5 апреля 1905 года на процессе члена Боевой организации эсеров И. П. Каляева в Особом присутствии Правительствующего сената Мандельштам заявил о том, что «правительство само толкает людей на террор», ибо своим деспотизмом и жестокостью разжигает в стране «всеобщее недовольство». Вместе с ним И. П. Каляева защищал адвокат В. А. Жданов. После 1917 года покинул центральную Россию и 1918 году прибыл в белый Крым, где во Втором Крымском краевом правительстве было сильное влияние кадетов. После отъезда Д. С. Пасманика стал временным редактором газеты «Таврический голос» практически перед входом красных в Крым когда эвакуировался.
Вернувшись в советскую Россию в 1927 году, он женился на Маргарите Яковлевне Слоним. Сохранял добрые отношения со своей бывшей женой, Ольгой Александровной, которая тоже в это время жила в Ленинграде.
7 мая 1928 года был принят в Московскую губернскую коллегию защитников по рекомендациям Н. Н. Крестинского, П. Н. Малянтовича и Н. Д. Соколова.
9 июня 1938 года в возрасте 73 лет был арестован и 5 февраля 1939 года умер в Бутырской тюрьме «от упадка сердечной деятельности». 19 февраля 1939 был исключён из Московской областной коллегии адвокатов посмертно.
18 июня 1990 года постановлением Прокуратуры СССР дело в отношении Мандельштама было прекращено «за отсутствием в его действиях состава преступления».

## Семья
Первая жена — актриса Ольга Александровна Голубева. Вторая жена — Маргарита Яковлевна Слоним.
Сестра — оперная певица Евгения Львовна Мандельштам (по сцене Львова; 3 января 1869, Кролевец — 15 апреля 1919, Бобруйск), в 1892—1900 годах была замужем за правоведом Габриэлем Шершеневичем, их сын (племянник М. Л. Мандельштама) — поэт Вадим Шершеневич.
Брат — Николай Львович Мандельштам (до крещения Кельман Лейбович Мандельштам; 6 июня 1871 — ?), в 1890-е годы был сначала помощником присяжного поверенного (1891), потом присяжным поверенным Екатеринбургского окружного суда.

## Публикации
- Интеллигенция как категория капиталистического строя. — Казань, 1890. — 52 с.
- Защитник. Н. Э. Бауман. (По воспоминаниям его защитника). // Былое. — М.; Л., 1926. — № 1. — С. 110.
- 1905 год в политических процессах. Записки защитника. — М., 1931. — 391, [1] с.